# Liste der Biografien/Set
Liste der Biografien |
Portal Biografien |
Personensuche
# |
A |
B |
C |
D |
E |
F |
G |
H |
I |
J |
K |
L |
M |
N |
O |
P |
Q |
R |
S |
T |
U |
V |
W |
X |
Y |
Z |
?
 
Sa |
Sb |
Sc |
Sd |
Se |
Sf |
Sg |
Sh |
Si |
Sj |
Sk |
Sl |
Sm |
Sn |
So |
Sp |
Sq |
Sr |
Ss |
St |
Su |
Sv |
Sw |
Sy |
Sz
 
Sea |
Seb |
Sec |
Sed |
See |
Sef |
Seg |
Seh |
Sei |
Sej |
Sek |
Sel |
Sem |
Sen |
Seo |
Sep |
Seq |
Ser |
Ses |
Set |
Seu |
Sev |
Sew |
Sex |
Sey |
Sez
Die Liste der Biografien führt alle Personen auf, die in der deutschsprachigen Wikipedia einen Artikel haben. Dieses ist eine Teilliste mit 196 Einträgen von Personen, deren Namen mit den Buchstaben „Set“ beginnt.

## Set

### Seta
- Šeta, Đermana, bosnisch-herzegowinische Persönlichkeit des Islam
- Seta, Tatsuhiko (* 1952), japanischer Fußballtorhüter
- Setaccioli, Giacomo (1868–1925), italienischer Komponist
- Setälä, Eemil Nestor (1864–1935), finnischer Politiker
- Setälä, Salme (1894–1980), finnische Architektin, Übersetzerin, Redakteurin und Autorin
- Setas, António (* 1942), angolanischer Schriftsteller und Journalist
- Setatos, Michalis (1929–2017), griechischer Sprachwissenschaftler und Neogräzist
- Setau, Vizekönig von Kuschim alten Ägypten zur Zeit des Neuen Reichs

### Sete
- Setech, altägyptischer Siegelmacher
- Setefano, Andrew (* 1987), samoanischer Fußballspieler
- Setele, Alberto (1935–2006), römisch-katholischer Bischof von Inhambane
- Setepenre, ägyptische Prinzessin der 18. Dynastie
- Seter, Mordecai (1916–1994), israelischer Komponist

### Setf
- Setford, Charlie (* 2004), englisch-niederländischer Fußballtorhüter

### Seth
- Seth, altägyptischer König der 13. Dynastie
- Seth (* 1962), kanadischer Comicautor und -Zeichner
- Seth (* 1972), japanischer Musiker, Sänger von Moi dix Mois
- Seth F, Henriett (* 1980), ungarische Autorin und Künstlerin
- Seth Paul, Pim, niederländischer Badmintonspieler
- Seth, Christian († 1699), deutscher Jurist
- Seth, Krishna Mohan (* 1939), indischer Militär und Politiker
- Seth, Nikhil, indischer Diplomat, Direktor des UNITAR
- Seth, Raghunath (1931–2014), indischer Bansurispieler und Komponist
- Seth, Reidun (* 1966), norwegische Fußballspielerin
- Seth, Ronald Sydney (1911–1985), britischer Spion, Schriftsteller und Sexualwissenschaftler
- Seth, Roshan (* 1942), britisch-indischer Film- und Theaterschauspieler
- Seth, Symeon, Gelehrter am Hof der byzantinischen Kaiser
- Seth, Trilok Nath, indischer Badmintonspieler
- Seth, Vikram (* 1952), indischer SchriftstellerVikram Seth (* 1952)

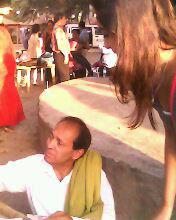
Vikram Seth (* 1952)

- Seth-Smith, David (1875–1963), britischer Zoologe und Fernsehmoderator
- Sethe, Anna (1835–1864), erste Frau von Ernst Haeckel
- Sethe, Charlotte (1785–1858), ostfriesische Stifterin
- Sethe, Christian (1778–1864), deutscher Jurist
- Sethe, Christian Carl Theodor Ludwig (1798–1857), deutscher Jurist
- Sethe, Christoph von (1767–1855), deutscher Jurist
- Sethe, Helmut (1929–1983), deutscher Journalist und Chefredakteur
- Sethe, Kurt (1869–1934), deutscher Ägyptologe
- Sethe, Paul (1901–1967), deutscher Publizist, Journalist und GeisteswissenschaftlerPaul Sethe (1901–1967)

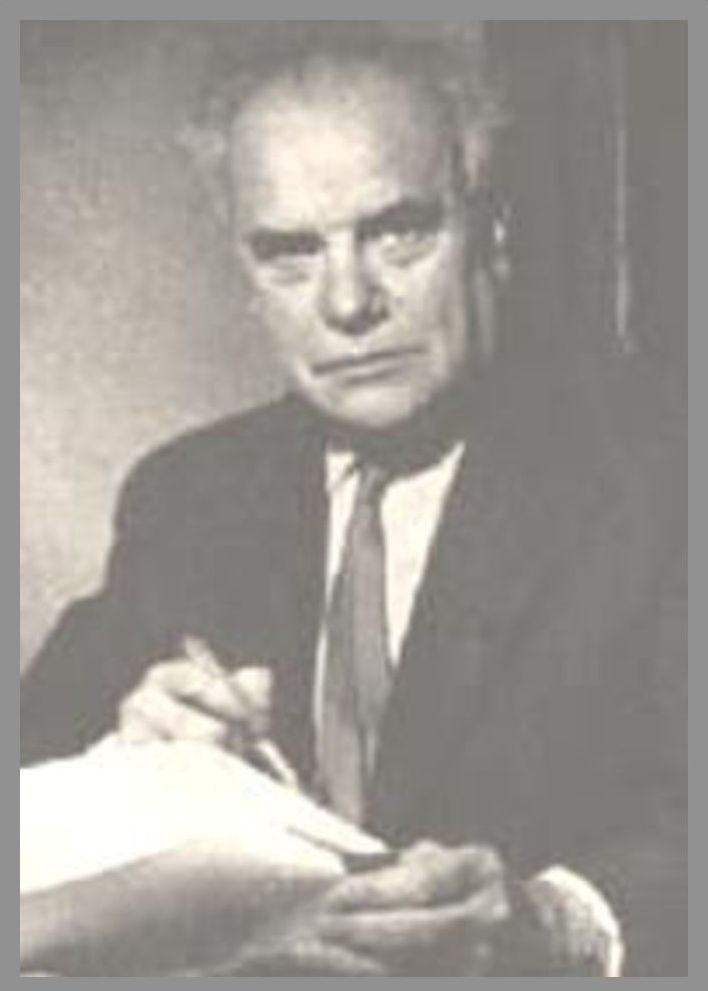
Paul Sethe (1901–1967)

- Sethe, Rolf (* 1960), deutscher Rechtswissenschaftler
- Sethe, Stefan (* 1951), deutscher Politologe und Verwaltungsjurist
- Sethe, Walter (1898–1955), deutscher Verwaltungsbeamter
- Sethe, Walther (1930–2012), deutscher Stadtdirektor
- Sethi, Geet (* 1961), indischer Snooker- und English-Billards-Spieler und -Weltmeister
- Sethi, Kanwal (* 1971), indisch-deutscher Regisseur und Drehbuchautor
- Sethi, Musskan (* 1995), indische Schauspielerin
- Sethi, Neel (* 2003), US-amerikanischer Kinderdarsteller
- Sethian, James (* 1954), US-amerikanischer angewandter Mathematiker
- Sethna, Homi Nusserwanji (1923–2010), indischer Chemiker, Atomwissenschaftler und Manager
- Sethna, Kaikhosru Dadhaboy (1904–2011), indischer Dichter, Philosoph, Historiker, Kulturkritiker, Autor und Herausgeber
- Sethnacht († 1188 v. Chr.), ägyptischer Pharao (20. Dynastie)
- Sethos I. († 1279 v. Chr.), ägyptischer Pharao während des Neuen ReichesSethos I. († 1279 v. Chr.)

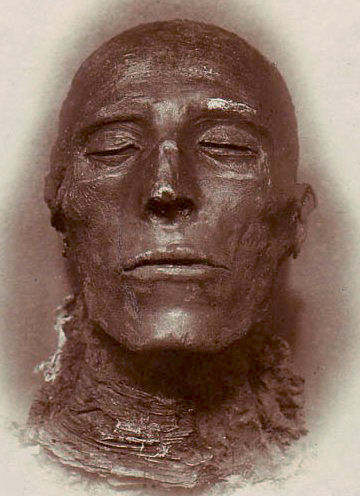
Sethos I. († 1279 v. Chr.)

- Sethos II., 6. Pharao der 19. Dynastie
- Sethu (* 1997), italienischer Popsänger
- Sethu Pillai, R. P. (1896–1961), tamilischer indischer Gelehrte, Schriftsteller und Akademiker
- Sethuraman, S. P. (* 1993), indischer Schachspieler

### Seti
- Seti, Vizekönig von Kusch unter König Siptah
- Setiabudhi, Eddy, indonesischer Diplomat
- Setiadi, Arnold (* 1988), US-amerikanischer Badmintonspieler indonesischer Herkunft
- Setiadi, Bagus (* 1966), indonesischer Badmintonspieler
- Sétian, Mikail Nersès (1918–2002), armenisch-katholischer Geistlicher, Apostolischer Exarch von Amerika und Kanada
- Setiawan Triatmojo, Vinsensius (* 1971), indonesischer Geistlicher und römisch-katholischer Bischof von Tanjungkarang
- Setiawan, Denny (* 1980), indonesischer Badmintonspieler
- Setiawan, Hendra (* 1984), indonesischer Badmintonspieler
- Setibhor, altägyptische Königin
- Setién Alberro, José María (1928–2018), spanischer Geistlicher, römisch-katholischer Bischof von San Sebastián
- Setién, Quique (* 1958), spanischer Fußballspieler und -trainer
- Šetina, Anže (* 1986), slowenischer Skeletonpilot
- Šetinc, Marjan (* 1949), slowenischer Erziehungswissenschaftler, Politiker und Botschafter seines Landes in London und Warschau

### Setj
- Setjhekenet, Bekannte des Königs
- Setju, Beamter und Priester in der späten vierten oder fünften ägyptischen Dynastie

### Setk
- Setka, Prinz der altägyptischen 4. Dynastie
- Setka, Hofbeamter
- Šetka, Anđelo (* 1985), kroatischer Wasserballspieler
- Šetkić, Aldin (* 1987), bosnischer Tennisspieler
- Šetkus, Ernestas (* 1985), litauischer Fußballspieler
- Šetkus, Kęstutis (* 1980), litauischer Politiker, Vizeminister für Umwelt

### Setl
- Setlalekgosi, Boniface Tshosa (1927–2019), botswanischer Geistlicher, römisch-katholischer Bischof von Gaborone
- Šetlík, Martin (* 1969), tschechischer Handballspieler und Handballtrainer
- Setlow, Richard B. (1921–2015), US-amerikanischer Physiker
- Setlur, Sabrina (* 1974), deutsche RapperinSabrina Setlur (* 1974)

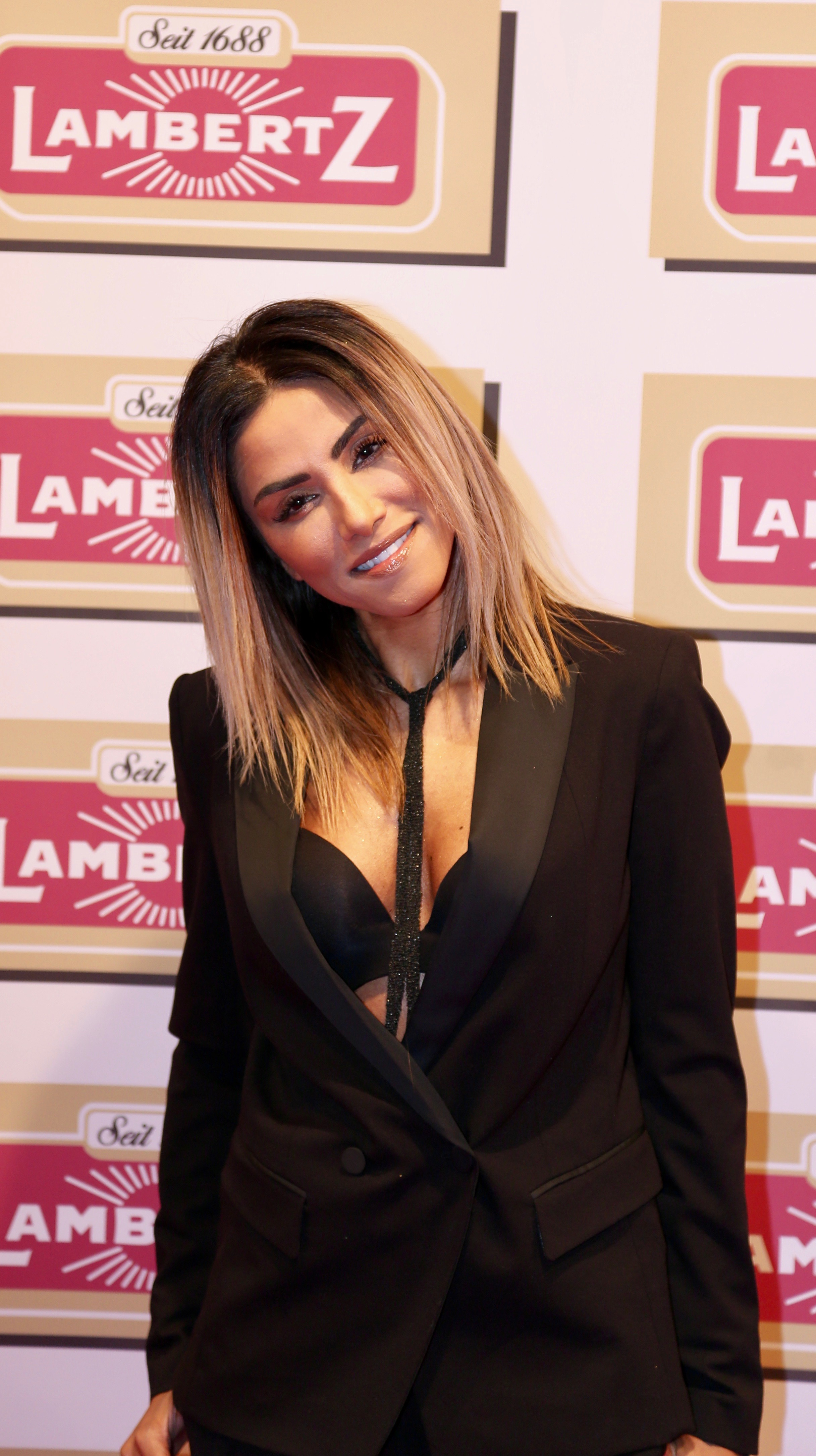
Sabrina Setlur (* 1974)

### Setn
- Setnikar, Blaž (* 1983), slowenischer Schauspieler

### Seto
- Seto, Asami (* 1996), japanische Seiyū
- Seto, Daiya (* 1994), japanischer Schwimmer
- Seto, Gen (* 1955), japanischer Film- und Theaterschauspieler
- Seto, Haruki (* 1978), japanischer Fußballspieler
- Seto, Michael C. (* 1967), kanadischer Sexualwissenschaftler und Psychologe
- Setō, Rio (* 2001), japanische Skispringerin
- Setō, Shōji (1891–1977), japanischer Elektroingenieur
- Seto, Takayuki (* 1986), japanischer Fußballspieler
- Setō, Yūka (* 1997), japanische Skispringerin
- Setoguchi, Devin (* 1987), kanadischer Eishockeyspieler
- Setola, Michelangelo (* 1980), italienischer Comiczeichner
- Seton, Alexander, Alchemist
- Seton, Alexander, schottischer Militär, Diplomat und Höfling
- Seton, Christopher, englischer Ritter und Rebell
- Seton, Elizabeth Ann (1774–1821), US-amerikanische Ordensgründerin, Heilige
- Seton, Ernest Thompson (1860–1946), schottisch-kanadischer Autor, Mitbegründer der US-amerikanischen PfadfinderbewegungErnest Thompson Seton (1860–1946)

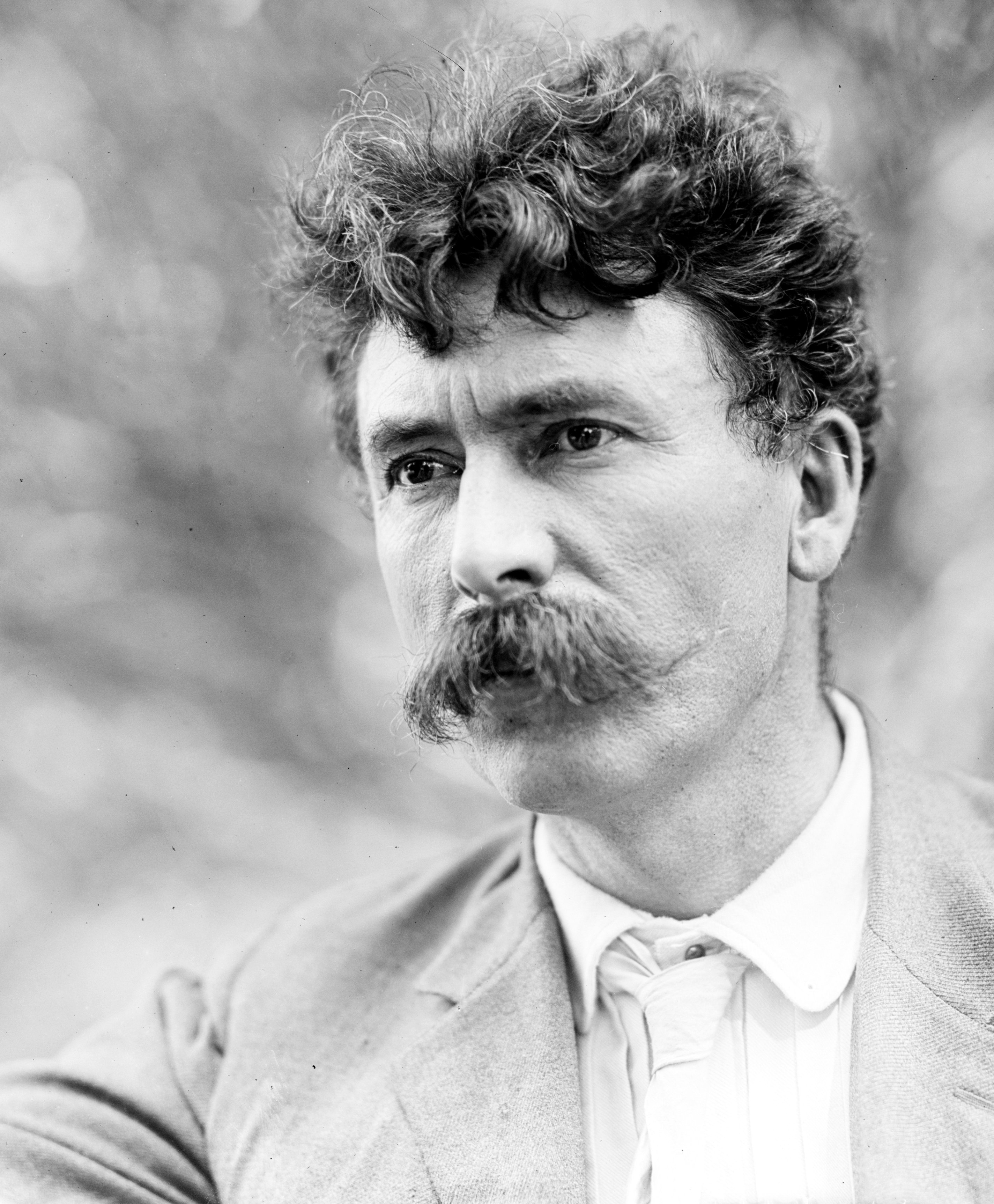
Ernest Thompson Seton (1860–1946)

- Seton, George, 3. Lord Seton († 1513), schottischer Peer
- Seton, John († 1306), englischer Ritter und Rebell
- Seton, Robert, 1. Earl of Winton (1552–1603), schottischer Peer
- Seton, Robert, 2. Earl of Winton, schottischer Peer
- Seton-Watson, Robert William (1879–1951), britischer Historiker
- Seton-Williams, Veronica (1910–1992), britisch-australische Archäologin
- Setordji, Kofi (* 1957), bildender Künstler
- Setouchi, Jakuchō (1922–2021), japanische Schriftstellerin
- Setowa, Antonina (* 1973), bulgarische Volleyballspielerin
- Sętowska-Dryk, Ewelina (* 1980), polnische Mittelstreckenläuferin
- Setoyama, Shōji (* 1965), japanischer Beachvolleyballspieler

### Setr
- Setright, L. J. K. (1931–2005), britischer Journalist

### Sets
- Setschenow, Iwan Michailowitsch (1829–1905), russischer Physiologe
- Setschenowa, Jewgenija Iwanowna (1918–1990), sowjetische Leichtathletin
- Setschin, Igor Iwanowitsch (* 1960), russischer Politiker und ManagerIgor Iwanowitsch Setschin (* 1960)

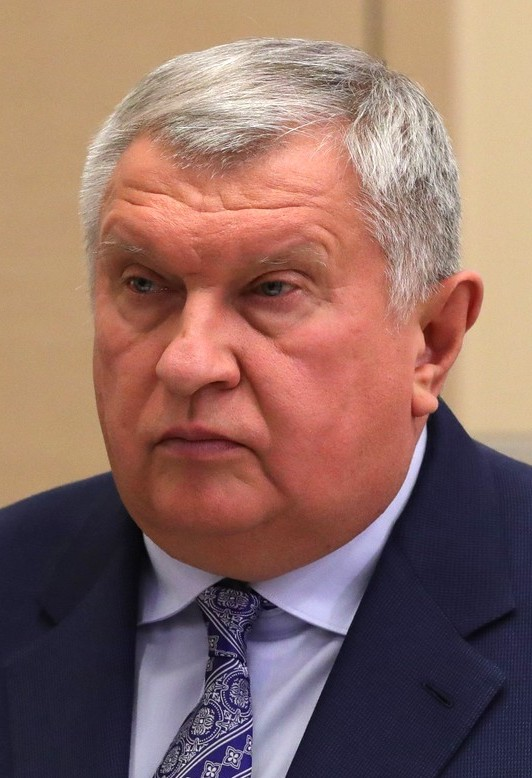
Igor Iwanowitsch Setschin (* 1960)

- Setschiri, Linda (* 1987), bulgarische Badmintonspielerin
- Setschkareff, Vsevolod (1914–1998), russisch-deutscher Literaturwissenschaftler, Slawinist

### Sett
- Settala, Ludovico (1550–1633), Mediziner in Norditalien
- Settala, Manfredo (1600–1680), italienischer Sammler und Wissenschaftler
- Settara, Fadel (* 1975), algerischer Fußballspieler
- Settasit Suwannaset (* 2002), thailändischer Fußballspieler
- Settawat Yimyuan (* 1997), thailändischer Fußballspieler
- Settawut Wanthong (* 1998), thailändischer Fußballspieler
- Settawut Wongsai (* 1997), thailändischer Fußballspieler
- Sette Câmara da Fonseca Costa, Carlos Eduardo (* 1949), brasilianischer Diplomat
- Sette Câmara Filho, José (1920–2002), brasilianischer Diplomat, Richter am Internationalen Gerichtshof (1979–1988)
- Sette Câmara, Sérgio (* 1998), brasilianischer Automobilrennfahrer
- Sette, Daniele (* 1992), Schweizer Skirennläufer
- Sette, Francesco (* 1957), italienischer Festkörperphysiker und Wissenschaftsmanager
- Settegast, Hans (1852–1936), deutscher Agrarwissenschaftler und Landwirtschaftslehrer
- Settegast, Henry (1853–1901), deutscher Pflanzenbauwissenschaftler
- Settegast, Hermann (1819–1908), deutscher Agrarwissenschaftler
- Settegast, Joseph (1813–1890), deutscher Kirchenmaler
- Settekorn, Robert (1855–1924), deutscher Opernsänger (Bariton)
- Settekorn, Wolfgang (1945–2015), deutscher Linguist und Medienwissenschaftler
- Settele, Andreas (* 1961), deutscher Politiker (BP)
- Settele, Hanno (* 1964), deutscher Radio- und FernsehjournalistHanno Settele (* 1964)

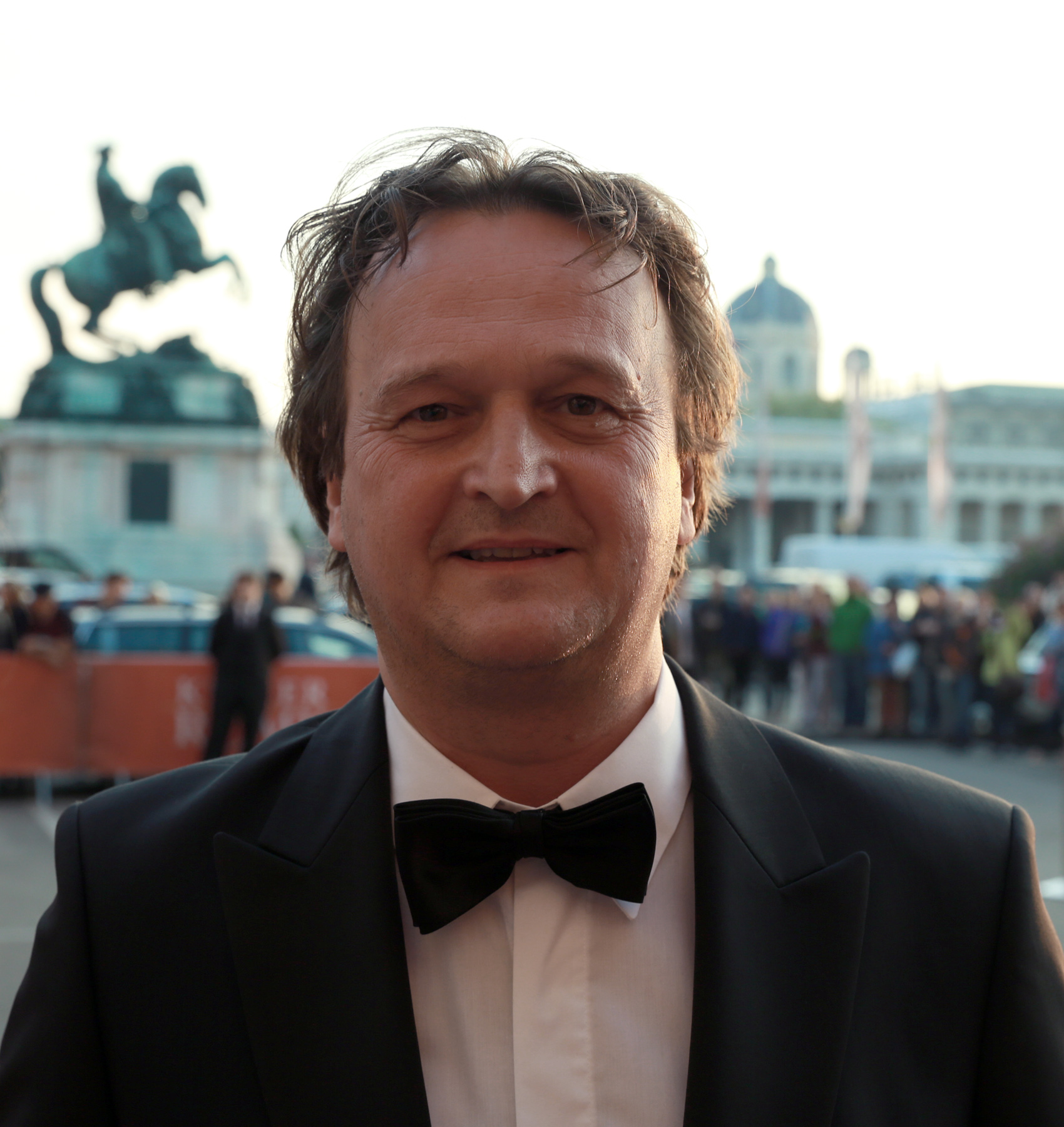
Hanno Settele (* 1964)

- Settele, Josef (* 1961), deutscher Biologe und Hochschullehrer
- Settele, Veronika (* 1988), deutsche Historikerin und Hochschullehrerin
- Settelen, Jules (1857–1907), Schweizer Unternehmer und Politiker
- Settelen, Peter (* 1951), britischer Schauspieler und Sprachtrainer
- Settelmeyer, Gerhard (* 1940), deutscher Fußballspieler und Fußballtrainer
- Settember, Tony (1926–2014), US-amerikanischer Autorennfahrer
- Settembre (* 2001), italienischer Popsänger
- Settembrini, Franca (1947–2003), italienische Künstlerin der Art brut
- Settembrini, Luigi (1813–1877), italienischer Schriftsteller, Hochschullehrer und PolitikerLuigi Settembrini (1813–1877)

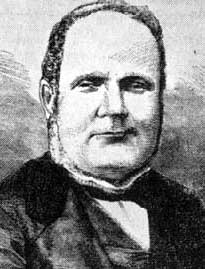
Luigi Settembrini (1813–1877)

- Setterberg, Carl Theodor (1853–1941), schwedischer Chemiker und Apotheker
- Setterblom, Gabriel (* 1997), norwegischer Handballspieler
- Setters, Maurice (1936–2020), englischer Fußballspieler und -trainer
- Setterwall, Gunnar (1881–1928), schwedischer Tennisspieler
- Settgast, Ann-Charlott (1921–1988), deutsche Schriftstellerin
- Settgast, Jürgen (1932–2004), deutscher Ägyptologe
- Settgast, Sarah (* 1984), deutsche Brillendesignerin und Illustratorin
- Setthathirath (* 1534), König von Lan Chang und Lan Na
- Setti, Bob (* 1938), britischer Mittelstreckenläufer und Sprinter
- Setti, Kais (* 1985), tunesisch-deutscher SchauspielerKais Setti (* 1985)

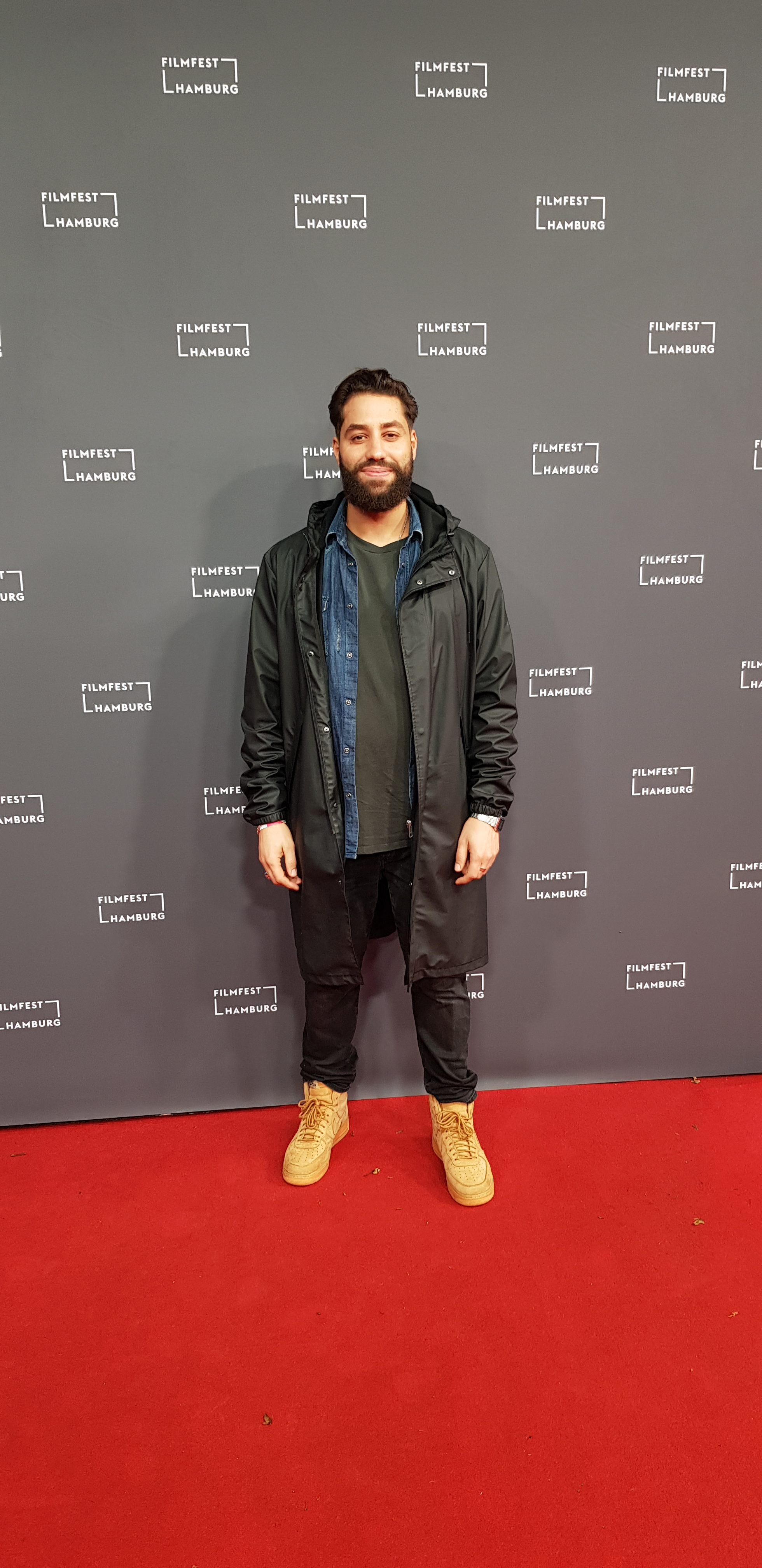
Kais Setti (* 1985)

- Setti, Kilza (* 1932), brasilianische Komponistin
- Settidius Firmus, Titus, römischer Suffektkonsul (112)
- Settignano, Desiderio da, italienischer Bildhauer
- Settimo, Ruggero (1778–1863), sizilianischer Fürst
- Settipani, Christian (* 1961), französischer Genealoge
- Settis, Salvatore (* 1941), italienischer Archäologe und Kunsthistoriker
- Settje, Andreas (* 1960), deutscher Chirurg und Träger des Bundesverdienstkreuzes
- Settle, Elkanah (1648–1724), englischer Dramatiker
- Settle, Evan E. (1848–1899), US-amerikanischer Politiker
- Settle, Jimmy (1875–1954), englischer Fußballspieler
- Settle, Keala (* 1975), US-amerikanische Schauspielerin und Sängerin
- Settle, Mary Lee (1918–2005), US-amerikanische Schriftstellerin
- Settle, Matthew (* 1969), US-amerikanischer SchauspielerMatthew Settle (* 1969)

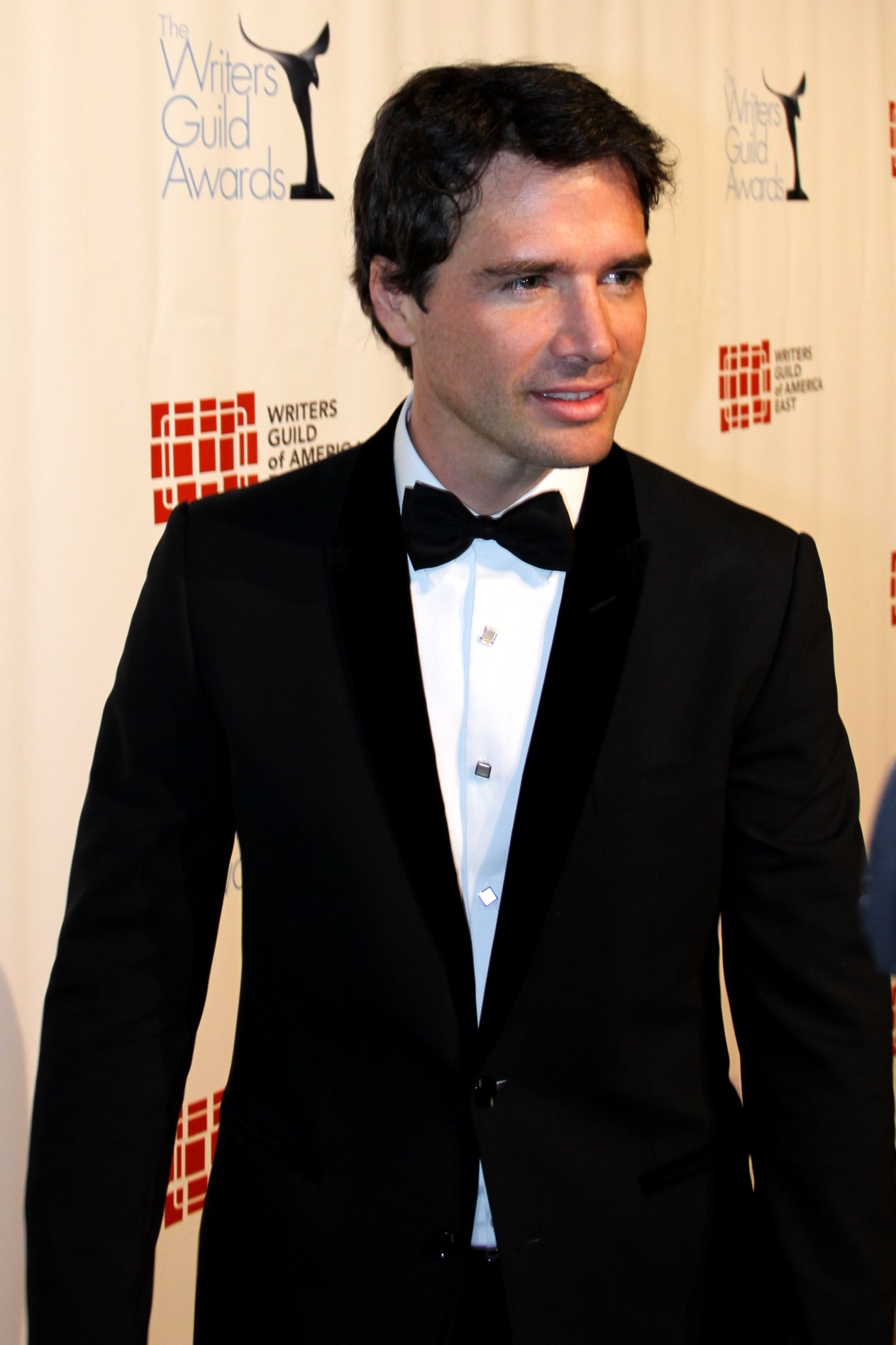
Matthew Settle (* 1969)

- Settle, Thomas (1789–1857), US-amerikanischer Politiker
- Settle, Thomas (1865–1919), US-amerikanischer Politiker
- Settles, Brian (* 1980), US-amerikanischer Jazz-Musiker (Sopran- und Tenorsaxophon, Flöte)
- Settlin, Evelina (* 1992), schwedische Skilangläuferin
- Settmann, Karl, deutscher Porträtmaler der Düsseldorfer Schule
- Setton, Amanda (* 1985), US-amerikanische Schauspielerin
- Setton, Anna (* 1983), brasilianische Jazzmusikerin (Gesang, Gitarre, Komposition)

### Setu
- Seturidse, Giorgi (* 1985), georgischer Fußballspieler

### Sety
- Setyobudi, Wawan (* 1975), indonesischer Straßenradrennfahrer

### Setz
- Setz, Clemens J. (* 1982), österreichischer Schriftsteller und Übersetzer
- Setz, Friedrich (1837–1907), österreichischer Architekt und Baubeamter
- Setz, Wolfram (1941–2023), deutscher Historiker, Herausgeber, Übersetzer und Essayist
- Setzen, Florian (* 1971), deutscher Politikwissenschaftler, Historiker und Hochschullehrer
- Setzen, Karl (1936–2022), deutscher Soziologe, Hochschullehrer und Hochschulrektor
- Setzepfandt, Christian (* 1957), deutscher Historiker, Kunsthistoriker, Autor und Stadtführer in Frankfurt am Main
- Setzer, Alf (* 1956), deutscher Bildhauer
- Setzer, Brian (* 1959), US-amerikanischer Rock’n’Roll-Musiker und SchauspielerBrian Setzer (* 1959)

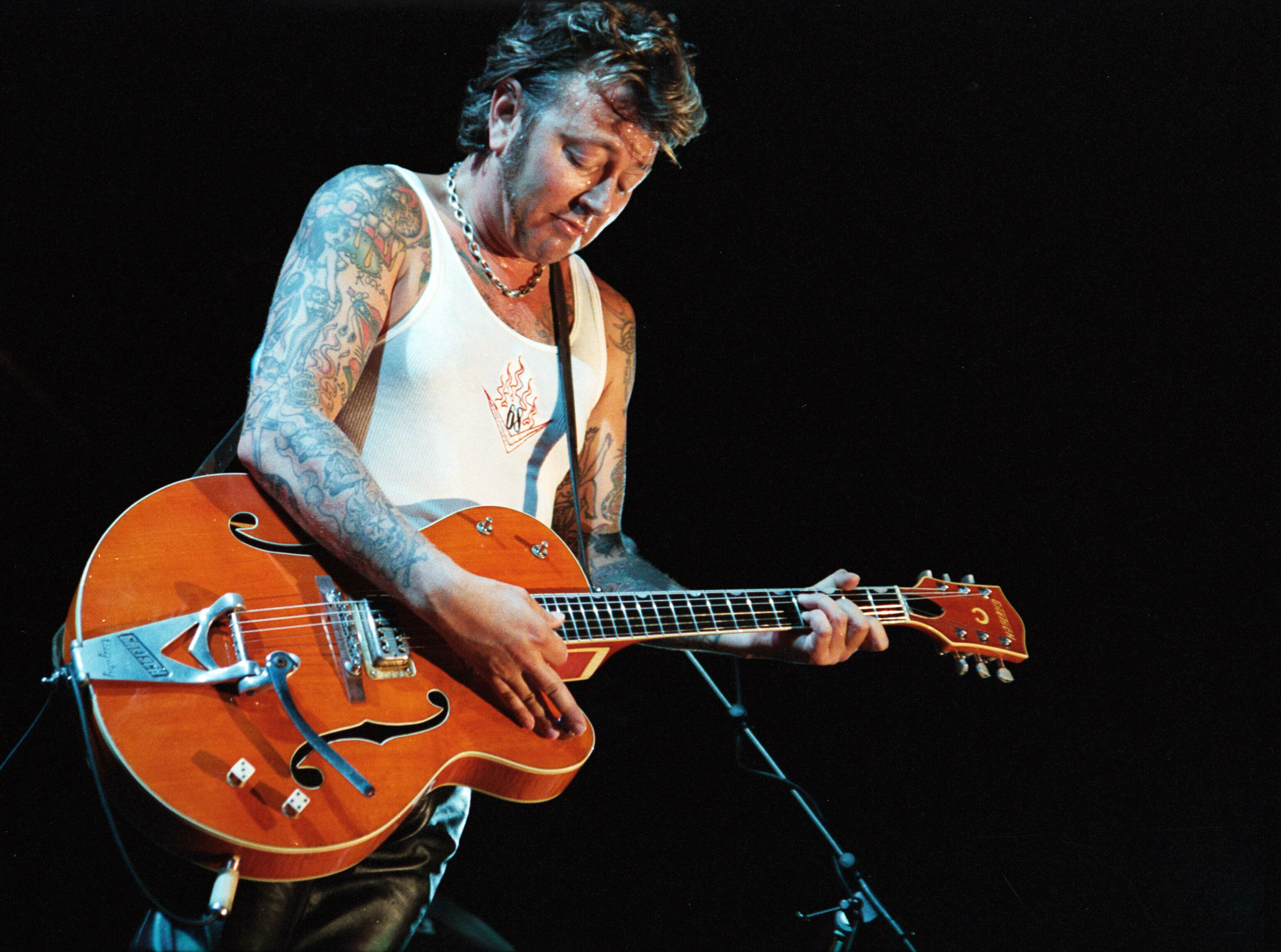
Brian Setzer (* 1959)

- Setzer, Frank (* 1974), deutscher Forstwissenschaftler und Hochschullehrer
- Setzer, Franz Xaver (1886–1939), österreichischer Fotograf
- Setzer, Henry W. (1916–1992), US-amerikanischer Mammaloge
- Setzer, Johann (1478–1532), Drucker in Hagenau
- Setzer, Johanna (* 1979), österreichische Fernsehmoderatorin
- Setzer, Jürgen (* 1960), deutscher Generalmajor der Bundeswehr
- Setzer, Nikolai (* 1971), deutscher Manager in der Automobilindustrie
- Setzinger, Oliver (* 1983), österreichischer Eishockeyspieler
- Setzler, Frank M. (1902–1975), US-amerikanischer Anthropologe
- Setzler, Matthias (* 1975), deutscher Verleger
- Setzler, Wilfried (* 1943), deutscher Historiker und Germanist
- Setznagel, Alexander (1801–1887), österreichischer Abt
- Setzwein, Bernhard (* 1960), deutscher Autor